# علي عبد الزهرة جواد
علي جواد مواليد 7 يوليو 1956، هو ملاكم محترف عراقي. شارك في دورة الألعاب الأولمبية الصيفية سنة 1980. يشغل حالياً أمين سر اتحاد الملاكمة العراقي.

## روابط خارجية
- علي عبد الزهرة جواد على موقع أوليمبيديا (الإنجليزية)